# Pixódaro
Pixódaro (¿-334 a. C.) fue sátrapa de Caria desde el 340 a. C. hasta el 334 a. C.

## Contexto histórico
Pixódaro era el hijo menor de Hecatomno, fundador de la dinastía Hecatómnida de sátrapas de Caria. No sólo su padre, sino también su hermano mayor Mausolo, su hermana mayor (y esposa de Mausolo) Artemisia y su segundo hermano Hidrieo habían ocupado el cargo. Cuando éste falleció, dejó la satrapía, que incluía también posesiones fuera del imperio aqueménida a su hermana/esposa Ada. A pesar de que esto fue confirmado por el rey Artajerjes III, a Pixódaro no le gustó el arreglo, tomándolo como una ofensa.

## Guerra civil
Las dos partes se enfrentaron y en el 340 a. C., Pixódaro logró el control de la capital Halicarnaso, convirtiéndose en nuevo sátrapa. Sin embargo, Ada aún recibía apoyo de otros puntos del país y se hizo con la fortaleza de Alinda. Este hecho creó problemas cuando en la primavera del 336 a. C. el macedonio Parmenión invadió Asia, ya que a pesar de que los persas necesitaban a todos los hombres disponibles para repeler al invasor, Pixodaro no pudo enviar a nadie por la situación de la satrapía.
Con anterioridad, Pixódaro había intentado movimientos diplomáticos para aliarse con Macedonia. Ofreció por medio de un tal Aristócrito un matrimonio entre su hija y el príncipe macedonio Arrideo, propuesta que al rey Filipo II le gustó, lo que demuestra el poder que representaba por aquellas fechas tener como aliado a Caria. Sin embargo, Alejandro Magno, creyendo que se habían olvidado de él, envió una embajada secreta a Caria, encabezada por el actor de tragedias Tésalo, para pedir la mano de la hija del sátrapa. Filipo se enfadó, castigó a su hijo, y la posible alianza se desvaneció.
En el otoño del 336 a. C., Alejandro sucedió a su padre y en el 334 a. C. se unió a Parmenión para invadir el Asia Menor. Más o menos por el tiempo de las tomas de Sardes y Mileto, Pixódaro falleció. El rey Darío III envió desde Susa a un noble llamado Orontobates para hacerse cargo de la satrapía. Estaba casado con la misma hija que Pixódaro había ofrecido a los macedonios. Se desconoce desde cuándo, pero es posible que desde antes del 334 a. C. Si Pixódaro hubiera fallecido sin yerno, lo más fácil para Darío para resolver los problemas de la débil satrapía habría sido reconocer a Ada. El hecho de que no lo hiciera hace suponer que Orontobates ya había entrado en la familia, pudiendo reclamar el cargo.

## Decreto de Pixódaro
Un fragmento de un decreto bilingüe de Pixódaro en griego y licio fue descubierto en Janto en Turquía y trasladado por los ingleses al Museo Británico. La inscripción registra concesiones otorgadas por Pixedara (Pixódaro) a las ciudades licias de Arñna (Janto), Pñ (Pinara), Tlawa (Tlos) y Xadawãti (Kadyanda).
| Contenido                                                                                               | Transcripción | Transliteración (original Alfabeto licio) | Inscripción                                                         |
| --- | --- | --- | ------------------------------------------------------------------- |
| Registro de privilegios fiscales de Pixedara para las ciudades licias de Arñna, Pñ, Tlawa and Xadawãti. | eñnẽ pixe[d]ar(a) ekat[m̃mna] arñna se tlawa se p[ñ] se xadawãti meñna ..truweheñneseti ......uti kbijehedi ..........tistwe ñte k ..................illieb ..........................ne. | 𐊁𐊑𐊏𐊚𐊓𐊆𐊜𐊁[𐊅]𐊀𐊕(𐊀)𐊁𐊋𐊀𐊗 𐊀𐊕𐊑𐊏𐊀𐊖𐊁𐊗𐊍𐊀𐊇𐊀𐊖𐊁𐊓 𐊖𐊁𐊜𐊀𐊅𐊀𐊇𐊙𐊗𐊆𐊎𐊁𐊑𐊏𐊀 ..𐊗𐊕𐊒𐊇𐊁𐊛𐊁𐊑𐊏𐊁𐊖𐊁𐊗𐊆 ......𐊒𐊗𐊆𐊋𐊂𐊆𐊊𐊁𐊛𐊁𐊅𐊆 ..........𐊗𐊆𐊖𐊗𐊇𐊁𐊑𐊗𐊁𐊋 ..................𐊆𐊍𐊍𐊆𐊁𐊂 ..........................𐊏𐊁 | La incompleta inscripción bilingüe greco-licia encontrada en Janto. |